# Grażyna Błąd-Kotwica
Grażyna Iwona Błąd-Kotwica (ur. 1 marca 1969 w Złotowie) – polska wioślarka, sterniczka, olimpijka z Seulu (1988), trenerka. Córka Jana i Janiny (z d. Kubala).
W latach 1985–1988 należała do klubu sportowego MKS Wałcz. Jej trenerami byli:
- Jacek Ślusarek;
- Piotr Gumowski;
- Andrzej Frąckowski;
- Bogdan Majchrzak;
- Ryszard Kędzierski - trener kadry[1].

W 1988 r. ukończyła Liceum Ogólnokształcące im. Kazimierza Wielkiego w Wałczu.

## Osiągnięcia sportowe
- 1986 - 5. miejsce podczas Mistrzostw Świata juniorów (czwórki ze sternikiem, w osadzie razem z N. Dyką, M. Ossowską, I. Popędą, B. Wabich);
- 1987 - 6. miejsce podczas Mistrzostw Świata juniorów w Kolonii (czwórki ze sternikiem, w osadzie razem z N. Dyką, B. Kiessą, I. Popędą, E. Sobczyk);
- 1988 - 8. miejsce podczas Igrzysk Olimpijskich w Seulu, w osadzie razem z Elżbietą Jankowską, Zytą Jarką, Czesławą Kościańską-Szczepińską i Elwirą Lorenz-Gryczuk (osada czwórki ze sternikiem) - 3. miejsce w przedbiegach (7:29.72), 4. miejsce w repesażach (7:32.55), 2. miejsce w finale B (7:22.59).

W wymienionych zawodach Grażyna Błąd-Kotwica była sterniczką.